# لي جونغ جاي
لي جونغ جاي (هانغل: 이정재) (ولد 15 ديسمبر 1972) هو ممثل كوري جنوبي. مثل دور البطولة في مسلسل نتفليكس لعبة الحبار.

## الأعمال

### أفلام
| السنة | الفيلم                | الدور         |
| ----- | --------------------- | ------------- |
| 2010  | الخادمة               | هون           |
| 2012  | اللصوص                | بوبي          |
| 2013  | عالم جديد             | لي جاسونغ     |
| 2013  | قارئ الوجه            | الأمير سيجو   |
| 2015  | اغتيال                | يوم سيوك-جين  |
| 2017  | مع الآلهة: عالمين     | يومارا        |
| 2018  | مع الآلهة: آخر 49 يوم | يومارا        |
| 2022  | مطاردة                | بارك بيونغ-هو |

### مسلسلات
| السنة     | الفيلم      | الدور                  |
| --------- | ----------- | ---------------------- |
| 2019      | حلق بعيدا   | جانغ تاي-جون           |
| 2021–2025 | لعبة الحبار | سيونغ كوهون (لاعب 456) |
| 2024      | ذا أكوليت   | سول                    |

## روابط خارجية
- لي جونغ جاي على موقع IMDb (الإنجليزية)
- لي جونغ جاي على موقع ميتاكريتيك (الإنجليزية)
- لي جونغ جاي على موقع الموسوعة البريطانية (الإنجليزية)
- لي جونغ جاي على موقع روتن توميتوز (الإنجليزية)
- لي جونغ جاي على موقع ألو سيني (الفرنسية)
- لي جونغ جاي على موقع أول موفي (الإنجليزية)
- لي جونغ جاي على موقع أول موفي (الإنجليزية)
- لي جونغ جاي على موقع قاعدة بيانات الأفلام السويدية (السويدية)
- لي جونغ جاي على موقع قاعدة بيانات الفيلم (الإنجليزية)
- لي جونغ جاي على موقع كينوبويسك (الروسية)